# Turning Point (Album)
Turning Point  ist ein Jazzalbum von Dave Burrell und Steve Swell. Die am 19. Januar 2013 im zur Free Library of Philadelphia gehörenden Rosenbach Museum & Library entstandenen Aufnahmen erschienen im Mai 2014 auf NoBusiness Records.

## Hintergrund
Das Album ist das dritte einer Reihe von fünf Suiten, die die Personen und Ereignisse des amerikanischen Bürgerkriegs würdigen. Hier beschäftigte sich der Pianist Dave Burrell in seinen Kompositionen über Americana aus der Zeit des Sezessionskriegs. Burrell rekonstruierte mit dem Posaunisten Steve Swell typische Stilisierungen aus dieser Zeit, die sonst meist in Form von Streichquartetten oder Solo-Banjo- und Klavierdarbietungen zu hören sind. Als Composer in Residence im Rosenbach Museum in Philadelphia, wo dieses Konzert auch aufgeführt wurde, erforschte Burrell musikalisch die Menschen und Ereignisse des Konflikts.
„Paradox of Freedom“ signalisiert einen Tempo- und Tonwechsel. Es geht um die Folgen der Emanzipationserklärung, als ehemalige Sklaven befreit waren, aber ohne Nahrung, Unterkunft oder Habseligkeiten auskommen mussten. Das von Burrell allein gespielte Stück wird von einer Boogie-Linie umrahmt, die seine Mutter früher gespielt hatte, bevor er einen zarten Refrain mit immer donnernderer Kakophonie kontrastiert. Mit elf Minuten ist es der längste Track des Albums.

## Titelliste
- Dave Burrell / Steve Swell: Turning Point (NoBusiness Records NBCD70)[2]

1. One Nation	6:52
2. Battle at Gettysburg	3:39
3. Church Picnic Celebration	5:32
4. Paradox of Freedom	11:03
5. Disease Hits Contraband Camp	5:35
6. Fancy Trade Nightmare	3:52
7. Battle at Vicksburg	8:26

Die Kompositionen stammen von Dave Burrell.

## Rezeption
Obwohl er fest mit der Avantgarde verbunden ist, würde der Pianist Dave Burrell in seiner Interpretation oft auf Pre-Bop-Stile zurückgreifen, schrieb John Sharpe in All About Jazz.  Trotz der gewichtigen Thematik klinge die Musik vor allem in der ersten Hälfte des Albums teilweise verspielt und manchmal sogar humorvoll. Burrell behalte einen perkussiven synkopierten Ansatz bei, der neben seltsam akzentuierten Dissonanzen auch Ragtime und Stride einbezieht. Swell scheint in seiner melismatischen Wiedergabe der Melodie oft einer Gesangslinie zu folgen, die oft in ausdrucksstarken gedämpften Effekten aufblüht. Burrell habe eine bemerkenswerte Darbietung geschaffen, die sich durch ihren filmischen Schwung im Breitbildformat auszeichnet, der es schafft, gleichzeitig zurückhaltend, aber auch schmerzhaft überschwänglich zu sein.

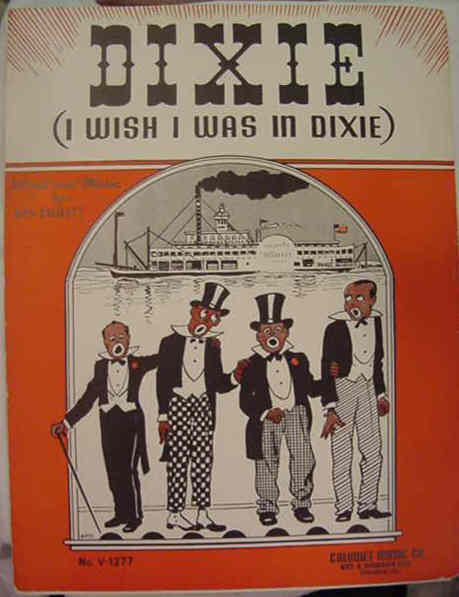

Burrell, der für seine melodische Begabung und seine Beherrschung früher Klavierstile bekannt ist und auch andere umfangreiche Werke komponiert hat, bewege sich im Rahmen dieses Programms „wie eine Elster“ zwischen verschiedenen thematischen Schattierungen und rhythmischen Vorschlägen, schrieb Ken Waxman in Jazz Word. In einleitenden Passagen, die den Krieg zwischen den Staaten darstellen, werden „Dixie“ und „Yankee Doodle“ zitiert, während die Szene spielt, und „Taps“, nachdem das Gemetzel der Schlacht enthüllt wird. Es überrasche nicht, dass überall eine Unterströmung von Marschmusik zu hören ist. Schließlich würden Blues-Anklänge genutzt, um in „Fancy Trade Nightmare“ Melancholie, gemischt mit Erotik, um sexuelle Sklaverei zu thematisieren, und dieser Stil werde wegen seiner herzzerreißendsten Eigenschaften verwendet, wenn er mit Melodien wie „Battle at Gettysburg“ und „Battle at Vicksburg“ verbunden wird.
„Wie der Mechaniker, der einen Motor auf Vordermann bringt, wenn der Rennfahrer einen Boxenstopp einlegt“, würde Swell subtile Bestätigungen vieler der zum Ausdruck gebrachten Emotionen hinzufügen, ohne den Verlauf zu stören oder übermäßige Aufmerksamkeit auf sich zu ziehen, so Waxman weiter. „Töne, die wie Artilleriefeuer schnell abgefeuert werden“, trügen zur Stimmung des einleitenden „One Nation“ bei; die schwungvollen Slide-Bögen spiegeln die schmerzliche Verwüstung wider, die Burrells energische Kinetik zunächst in „Disease Hits Contraband Camp“, einem Beinahe-Requiem, zum Ausdruck brachte; während farbenfrohe Tailgate-Sprengsel gemischt mit Mustern, die zwischen volkstümlich und flott schwanken, „Church Picnic Celebration“ charakterisieren.